# Maya Ilsøe
Maya Ilsøe (født 1. maj 1975 i København) er en dansk manuskriptforfatter. Hun er hovedforfatteren bag DR's julekalendere Absalons Hemmelighed (2006) og Pagten (2009) samt dramaserien Arvingerne (sæson 1: 2014, sæson 2: 2015, sæson 3: 2016). Maya Ilsøe er endvidere episodeforfatter på nogle afsnit af DR's dramaserie Sommer (2007, 2008).
Hun blev uddannet fra filmskolen i 2003, hvor hun var medforfatter på de to afgangsfilm "Frunk" og "Han, hun, den, det". Siden da har Maya Ilsøe været forfatter eller medforfatter på en række spillefilmsprojekter. Hun er idéophavsmand og hovedforfatter på DR's julekalender 2009, Pagten, produceret af DR Fiktion (det tidl. DR Drama).
Hun modtog i 2007 Cosmopolitans Talentpris. Har modtaget Robert for "Årets danske tv-serie" i 2014, 2015 (Arvingerne, sæson 1 og 2), samt to Golden FIPA (i Biarritz, 2014) for "TV Series and Serials" samt "TV Series and Serials: Screenplay" for Arvingerne, sæson 1. Endvidere tildelt N.F.S. Grundtvigs Pris i 2010 for sit arbejde som hovedforfatter på Pagten - samt Kathrine Windfelds Mindelegat 2016.